# Saint-Pantaléon-de-Lapleau
 Saint-Pantaléon-de-Lapleau là một xã thuộc tỉnh Corrèze trong vùng Nouvelle-Aquitaine miền trung Pháp.